# Неск
Неск (фр. Nesque) — река в регионе Прованс — Альпы — Лазурный Берег на юге Франции в департаменте Воклюз, приток реки Сорг бассейна Роны. Протяжённость реки — 53,3 км. Площадь водосборного бассейна — 406 км².

## География

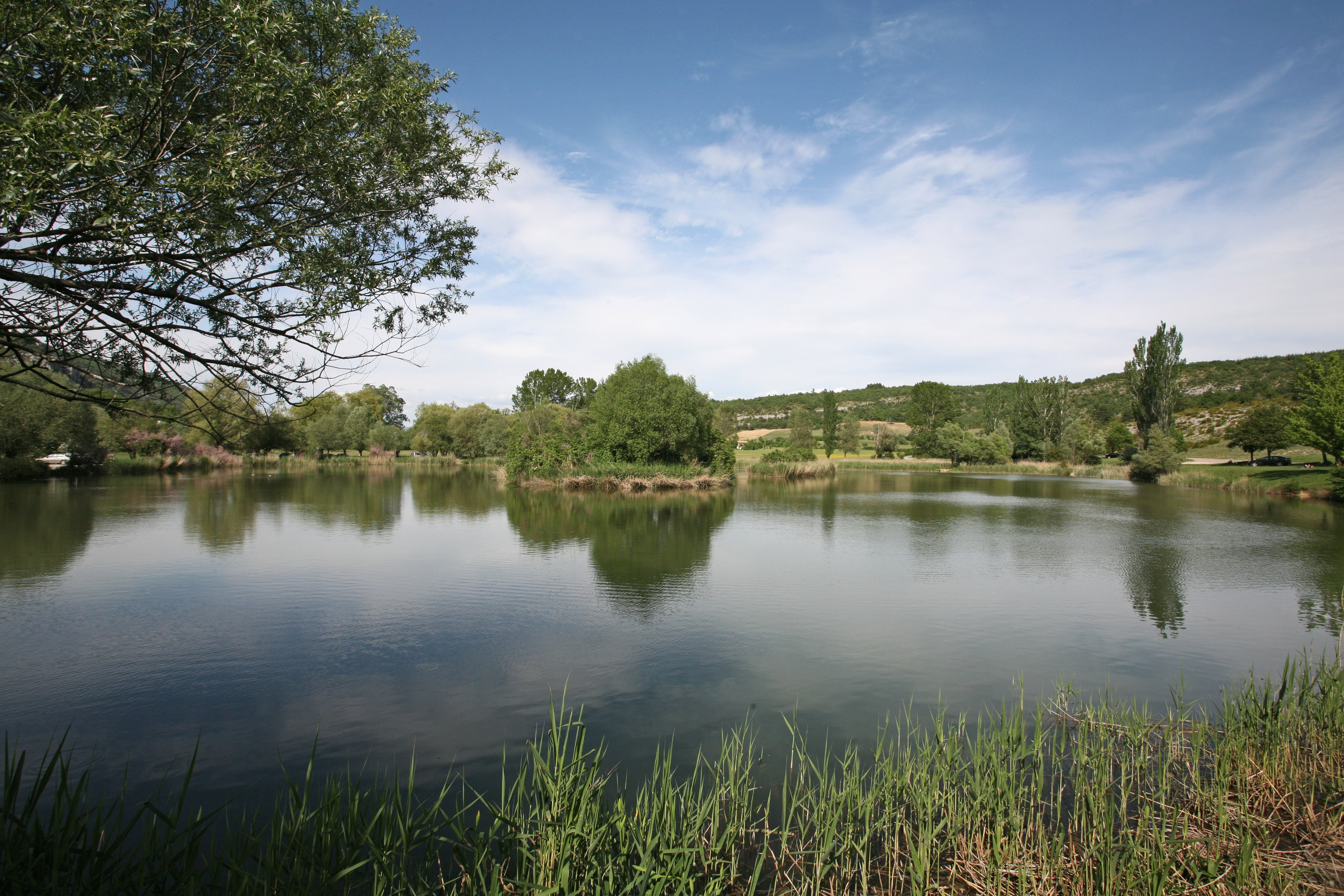
Неск. Пруд в Моньё.

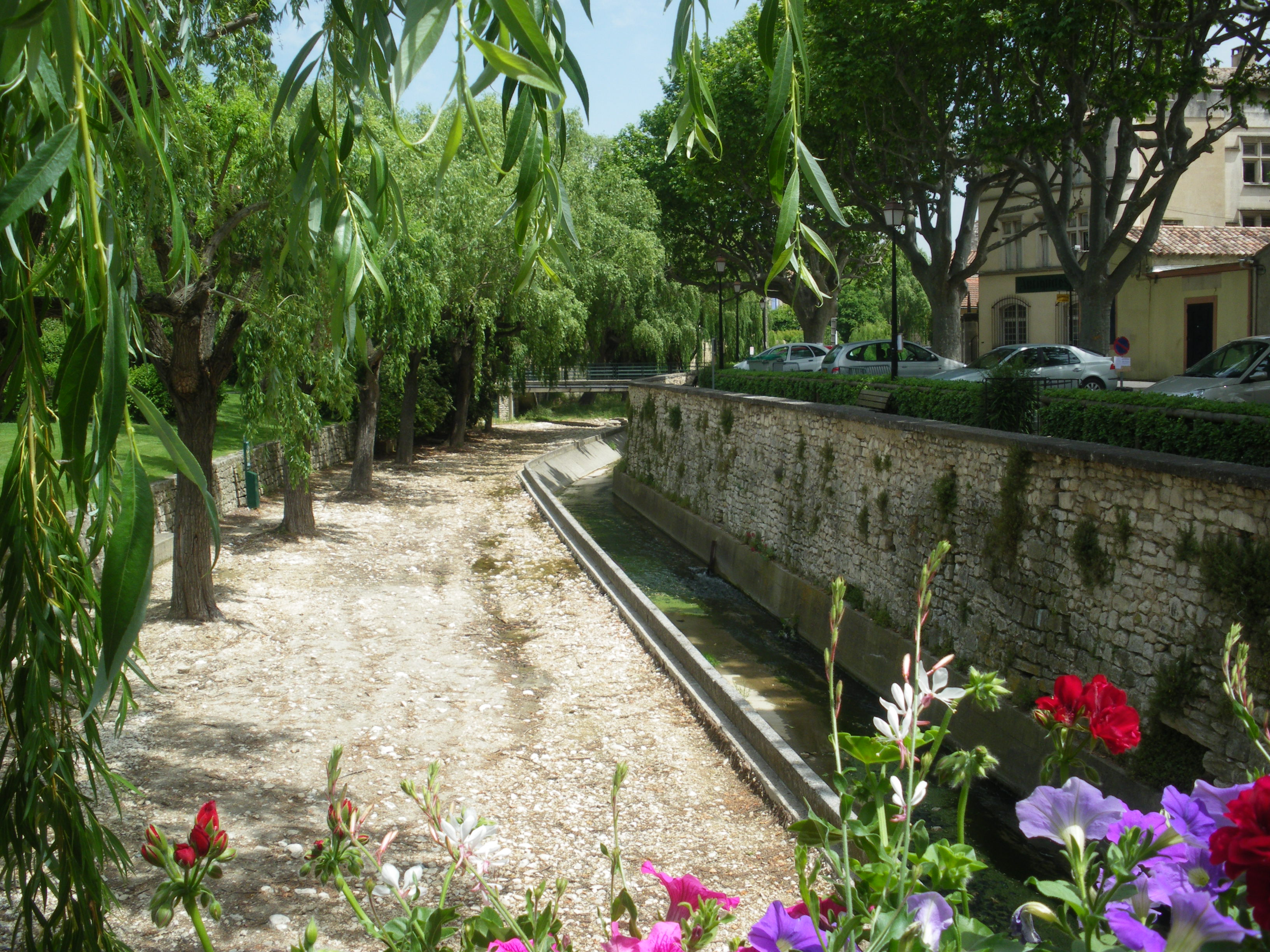
Неск в Перн-ле-Фонтен.

Неск начинается на уровне гор Воклюза у деревни Орель в окрестностях Мон-Ванту и протекает по равнине Конта-Венессен через Со. Высота истока — 715 м над уровнем моря. В Моньё река питает пруд Гран-Валла и озеро коммуны. Затем проходит по живописному Нескскому ущелью на протяжении 25 км. Далее минует Метами, Бловак, Мальмор-дю-Конта, Венаск, Сен-Дидье и Перн-ле-Фонтен. Впадает в Сорг близ Альтан-де-Палю.

## Притоки
Основные притоки Неска:
- Крок (26,1 км)
- Комб (7,8 км)
- Рьё (6,2 км)
- Риай (5,7 км)

Кроме этого в Неск впадают ручей Бюан, Пессонье, Сом-Мор и др.